# Irlanda la Concursul Muzical Eurovision
Irlanda a participat pentru prima oară la Concursul Muzical Eurovision în anul 1965 la Napoli, Italia. Aceasta a participat mereu de atunci, exceptând anii 1983 si 2002. Toate piesele Irlandei au fost in engleză, mai puțin una în anul 1972, "Ceol an Ghrá",interpretată in irlandeză. Irlanda este cea mai de succes participantă la Eurovision alături de Suedia, câștigând de 7 ori: prin Dana cu piesa "All Kinds of Everything" în 1970, prin Johnny Logan cu piesele "What's Another Year?" în 1980 și "Hold Me Now" în 1987, de trei ori la rând, în 1992 prin Linda Martin cu piesa "Why Me?", 1993 prin Niamh Kavanagh cu piesa "In Your Eyes" și 1994 prin Paul Harrington și Charlie McGettigan cu piesa "Rock 'n' Roll Kids", și în 1996 prin Eimear Quinn cu piesa "The Voice". Irlanda este singura țară care a câștigat de trei ori la rând.

## Participări

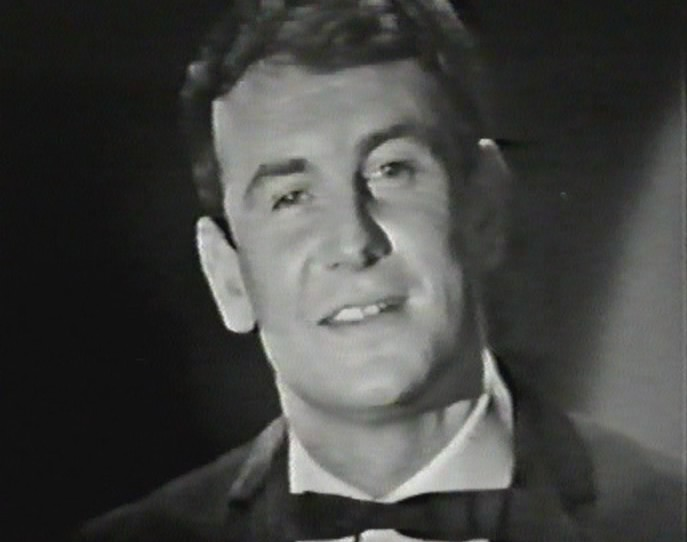
Butch Moore la Napoli (1965)

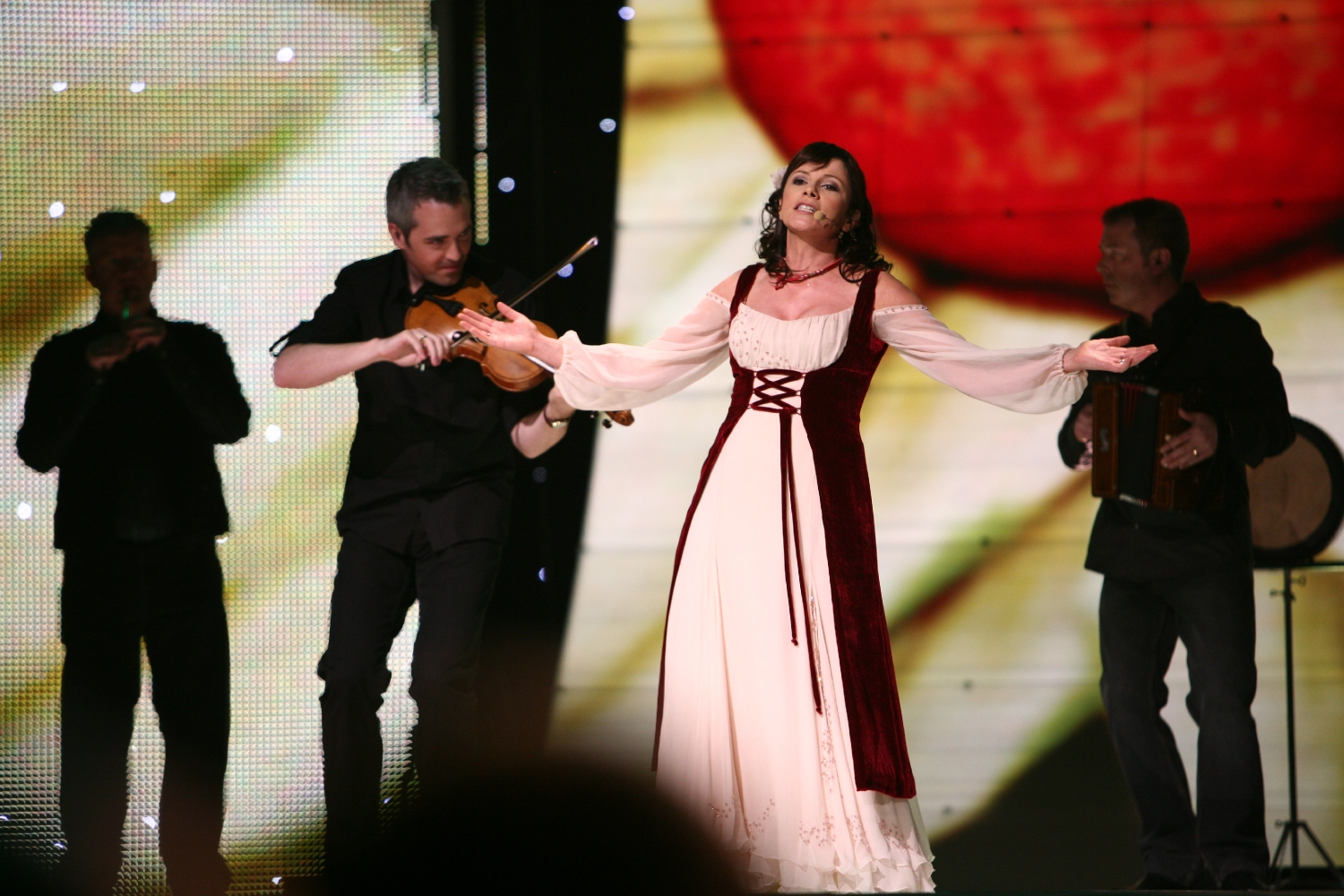
Dervish la Helsinki (2007)

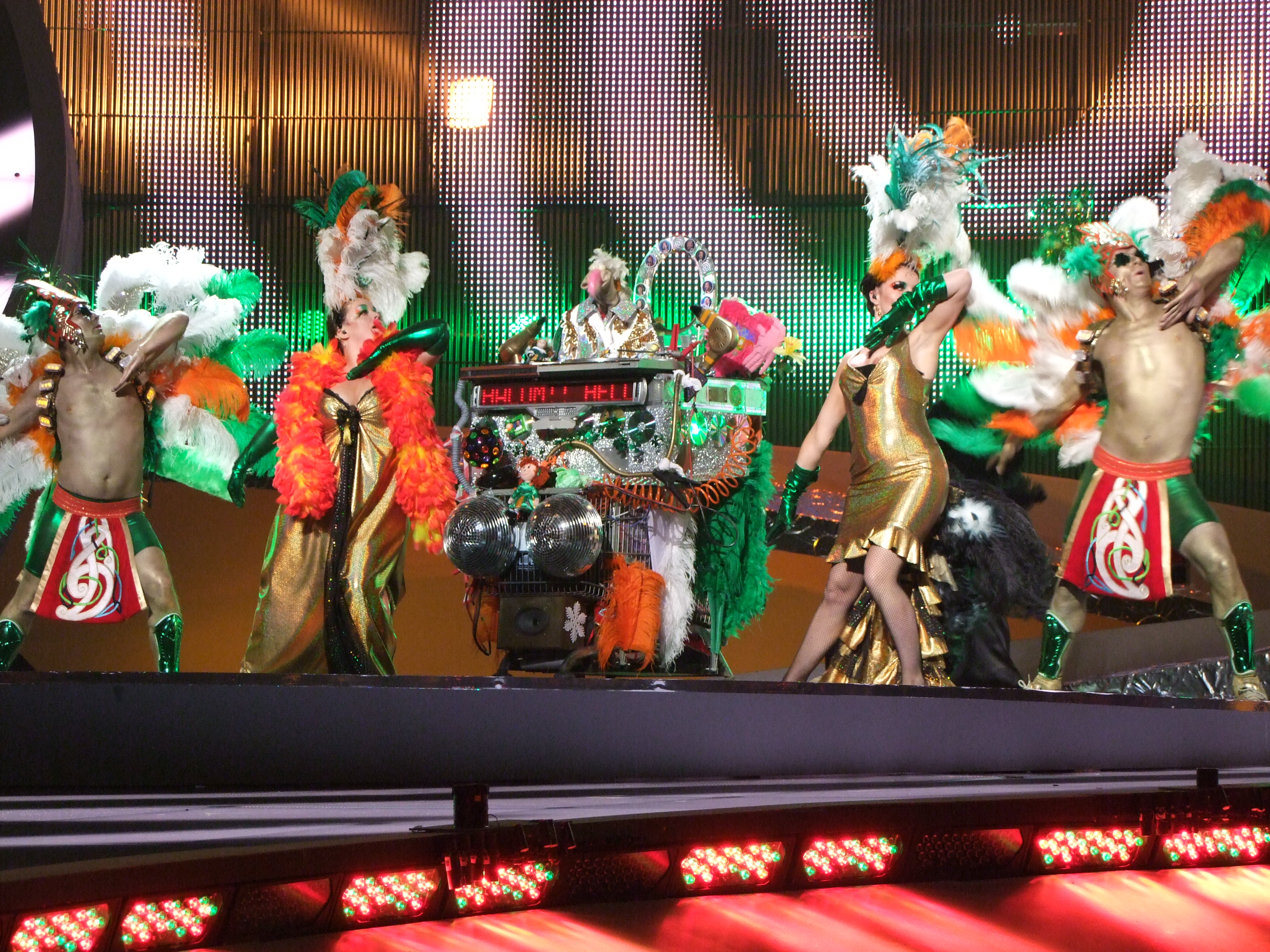
Dustin the Turkey la Belgrad (2008)

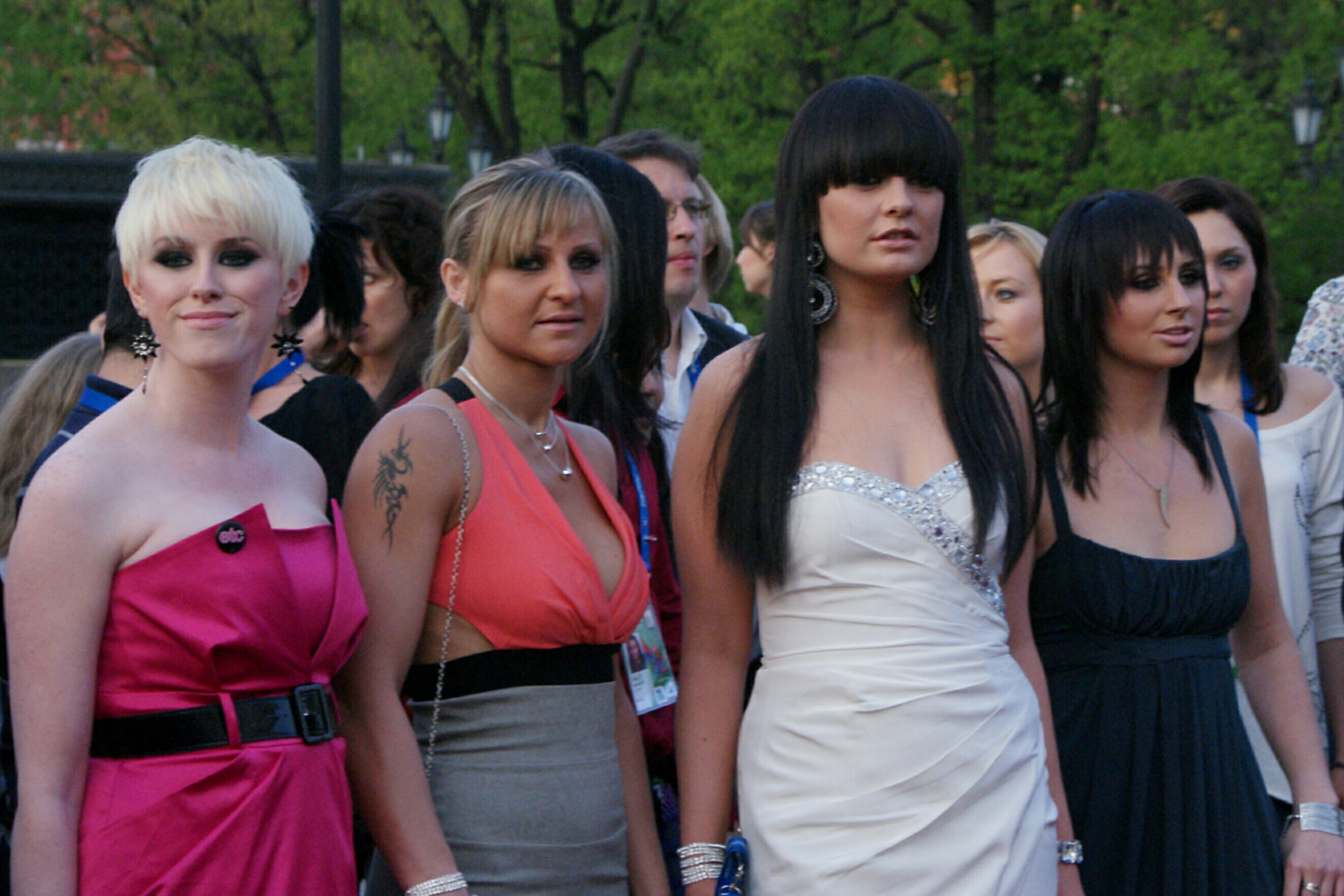
Sinéad Mulvey & Black Daisy la Moscova(2009)

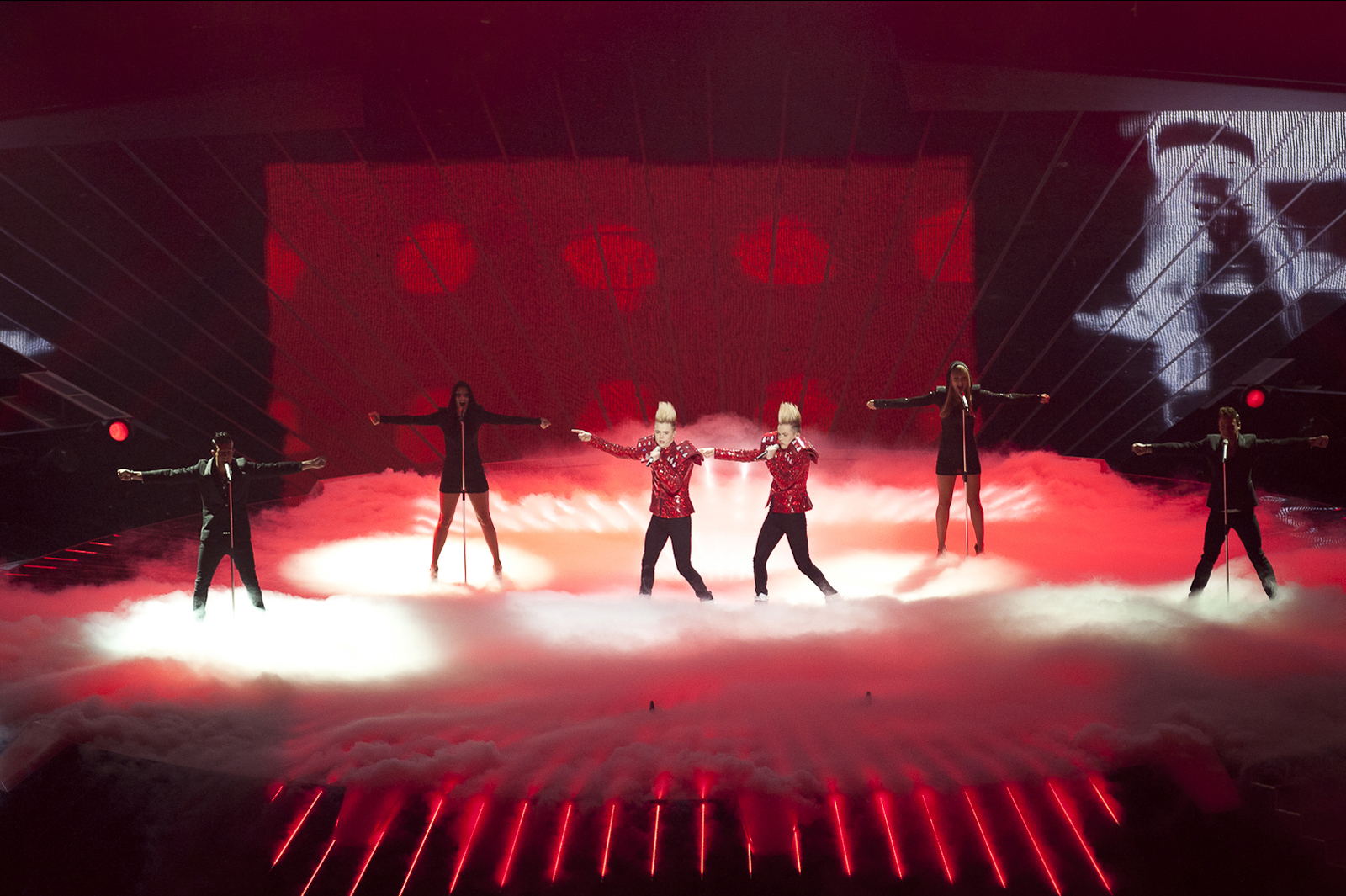
Jedward la Düsseldorf (2011)

| An   | Gazda      | Artist                                 | Cântec                            | Finală | Puncte | Semi                  | Puncte                |
| ---- | ---------- | -------------------------------------- | --------------------------------- | ------ | ------ | --------------------- | --------------------- |
| 1965 | Napoli     | Butch Moore                            | "Walking the Streets in the Rain" | 6      | 11     |                       |                       |
| 1966 | Luxemburg  | Dickie Rock                            | "Come Back to Stay"               | 4      | 14     |                       |                       |
| 1967 | Viena      | Sean Dunphy                            | "If I Could Choose"               | 2      | 22     |                       |                       |
| 1968 | Londra     | Pat McGuigan                           | "Chance of a Lifetime"            | 4      | 18     |                       |                       |
| 1969 | Madrid     | Muriel Day                             | "The Wages of Love"               | 7      | 10     |                       |                       |
| 1970 | Amsterdam  | Dana                                   | "All Kinds of Everything"         | 1      | 32     |                       |                       |
| 1971 | Dublin     | Angela Farrell                         | "One Day Love"                    | 11     | 79     |                       |                       |
| 1972 | Edinburgh  | Sandie Jones                           | "Ceol an Ghrá"                    | 15     | 72     |                       |                       |
| 1973 | Luxemburg  | Maxi                                   | "Do I Dream"                      | 10     | 80     |                       |                       |
| 1974 | Brighton   | Tina Reynolds                          | "Cross Your Heart"                | 7      | 11     |                       |                       |
| 1975 | Stockholm  | The Swarbriggs                         | "That's What Friends Are For"     | 9      | 68     |                       |                       |
| 1976 | Haga       | Red Hurley                             | "When"                            | 10     | 54     |                       |                       |
| 1977 | Londra     | The Swarbriggs Plus Two                | "It's Nice To Be In Love Again"   | 3      | 119    |                       |                       |
| 1978 | Paris      | Colm T. Wilkinson                      | "Born to Sing"                    | 5      | 86     |                       |                       |
| 1979 | Ierusalim  | Cathal Dunne                           | "Happy Man"                       | 5      | 80     |                       |                       |
| 1980 | Haga       | Johnny Logan                           | "What's Another Year?"            | 1      | 143    |                       |                       |
| 1981 | Dublin     | Sheeba                                 | "Horoscopes"                      | 5      | 105    |                       |                       |
| 1982 | Harrogate  | The Duskeys                            | "Here Today Gone Tomorrow"        | 11     | 49     |                       |                       |
| 1984 | Luxemburg  | Linda Martin                           | "Terminal 3"                      | 2      | 137    |                       |                       |
| 1985 | Göteborg   | Maria Christian                        | "Wait Until the Weekend Comes"    | 6      | 91     |                       |                       |
| 1986 | Oslo       | Luv Bug                                | "You Can Count On Me"             | 4      | 96     |                       |                       |
| 1987 | Bruxelles  | Johnny Logan                           | "Hold Me Now"                     | 1      | 172    |                       |                       |
| 1988 | Dublin     | Jump The Gun                           | "Take Him Home"                   | 8      | 79     |                       |                       |
| 1989 | Lausanne   | Kiev Connolly & The Missing Passengers | "The Real Me"                     | 18     | 21     |                       |                       |
| 1990 | Zagreb     | Liam Reilly                            | "Somewhere In Europe"             | 2      | 132    |                       |                       |
| 1991 | Roma       | Kim Jackson                            | "Could It Be That I'm In Love"    | 10     | 47     |                       |                       |
| 1992 | Malmö      | Linda Martin                           | "Why Me?"                         | 1      | 155    |                       |                       |
| 1993 | Millstreet | Niamh Kavanagh                         | "In Your Eyes"                    | 1      | 187    |                       |                       |
| 1994 | Dublin     | Paul Harrington & Charlie McGettigan   | "Rock 'n' Roll Kids"              | 1      | 226    |                       |                       |
| 1995 | Dublin     | Eddie Friel                            | "Dreamin'"                        | 14     | 44     |                       |                       |
| 1996 | Oslo       | Eimear Quinn                           | "The Voice"                       | 1      | 162    |                       |                       |
| 1997 | Dublin     | Marc Roberts                           | "Mysterious Woman"                | 2      | 157    |                       |                       |
| 1998 | Birmingham | Dawn Martin                            | "Is Always Over Now?"             | 9      | 64     |                       |                       |
| 1999 | Ierusalim  | The Mullans                            | "When You Need Me"                | 17     | 18     |                       |                       |
| 2000 | Stockholm  | Eamonn Toal                            | "Millennium of Love"              | 6      | 92     |                       |                       |
| 2001 | Copenhaga  | Gary O'Shaughnessy                     | "Without Your Love"               | 21     | 6      |                       |                       |
| 2003 | Riga       | Mickey Harte                           | "We've Got the World"             | 11     | 53     |                       |                       |
| 2004 | Istanbul   | Chris Doran                            | "If My World Stopped Turning"     | 22     | 7      | Top 11 de anul trecut | Top 11 de anul trecut |
| 2005 | Kiev       | Donna and Joe                          | "Love?"                           | X      | X      | 14                    | 53                    |
| 2006 | Atena      | Brian Kennedy                          | "Every Song Is a Cry for Love"    | 10     | 93     | 9                     | 76                    |
| 2007 | Helsinki   | Dervish                                | "They Can't Stop the Spring"      | 24     | 5      | Top 10 de anul trecut | Top 10 de anul trecut |
| 2008 | Belgrad    | Dustin the Turkey                      | "Irelande Douze Pointe"           | X      | X      | 15                    | 22                    |
| 2009 | Moscova    | Sinéad Mulvey & Black Daisy            | "Et Cetera"                       | X      | X      | 11                    | 52                    |
| 2010 | Oslo       | Niamh Kavanagh                         | "It's for You"                    | 23     | 25     | 9                     | 67                    |
| 2011 | Düsseldorf | Jedward                                | "Lipstick"                        | 8      | 119    | 8                     | 68                    |
| 2012 | Baku       | Jedward                                | "Waterline"                       | 19     | 46     | 6                     | 92                    |
| 2013 | Malmö      | Ryan Dolan                             | "Only Love Survives"              | 26     | 5      | 8                     | 54                    |
| 2014 | Copenhaga  | Can-Linn feat. Kasey Smith             | "Heartbeat"                       | X      | X      | 12                    | 35                    |
| 2015 | Viena      | Molly Sterling                         | "Playing With Numbers"            | X      | X      | 12                    | 35                    |
| 2016 | Stockholm  | Nicky Byrne                            | "Sunlight"                        | X      | X      | 15                    | 96                    |
| 2017 | Kiev       | Brendan Murray                         | "Dying To Try"                    | X      | X      | 13                    | 86                    |
| 2018 | Lisabona   | Ryan O'Shaughnessy                     | "Together"                        | 16     | 136    | 6                     | 179                   |
| 2019 | Tel Aviv   | Sarah McTernan                         | "22"                              | X      | X      | 18                    | 16                    |
| 2020 | Rotterdam  | Lesley Roy                             | "Story of My Life"                | Anulat | Anulat | Anulat                | Anulat                |
| 2021 | Rotterdam  | Lesley Roy                             | "Maps"                            | X      | X      | 16                    | 20                    |
| 2022 | Torino     | Brooke                                 | "That's Rich"                     | X      | X      | 15                    | 47                    |
| 2023 | Liverpool  | Wild Youth                             | "We Are One"                      | X      | X      | 12                    | 10                    |
| 2024 | Malmö      | Bambie Thug                            | "Doomsday Blue"                   | 6      | 278    | 3                     | 124                   |
| 2025 | Basel      | Emmy                                   | "Laika Party"                     | X      | X      | 13                    | 28                    |

## Gazdă
| An   | Oras       | Locatie           | Prezentatori                     |
| ---- | ---------- | ----------------- | -------------------------------- |
| 1971 | Dublin     | Gaiety Theatre    | Bernadette Ní Ghallchóir         |
| 1981 | Dublin     | RDS Simmonscourt  | Doireann Ní Bhriain              |
| 1988 | Dublin     | RDS Simmonscourt  | Michelle Rocca si Pat Kenny      |
| 1993 | Millstreet | Green Glens Arena | Fionnuala Sweeney                |
| 1994 | Dublin     | Point Depot       | Cynthia Ní Mhurchú si Gerry Ryan |
| 1995 | Dublin     | Point Depot       | Mary Kennedy                     |
| 1997 | Dublin     | Point Depot       | Carrie Crowley si Ronan Keating  |